# Neolithobius voracior
Neolithobius voracior är en mångfotingart som först beskrevs av Chamberlin 1912.  Neolithobius voracior ingår i släktet Neolithobius och familjen stenkrypare. Inga underarter finns listade i Catalogue of Life.